# Apollinaris Tholus
Apollinaris Tholus je malá sopka na povrchu Marsu, která se nachází na severní polokouli západo-jižním směrem od štítové sopky Olympus Mons. Velikost základny dosahuje 35 km. Oblast leží jižním směrem od kráteru Gusev, který byl prozkoumáván automatickým vozítkem Spirit.
Pojmenována byla v roce 1997.